# 2006 CU (planetka)
2006 CU je planetka patřící do Apollonovy skupiny a také mezi křížiče Marsu. Spadá současně mezi objekty pravidelně se přibližující k Zemi (NEO). Její dráha však prozatím není definitivně stanovena, proto jí nebylo dosud přiděleno katalogové číslo.

## Popis objektu
Vzhledem k tomu, že byla zatím pozorována pouze jediný den, nestihli astronomové provést spektroskopický výzkum. Proto o jejím chemickém složení není nic známo. Její průměr je odhadován na základě hvězdné velikosti a protože není známo ani albedo jejího povrchu, je proto značně nejistý, stejně jako údaje o hmotnosti a střední hustotě, uvedené v připojené tabulce.

## Historie
Planetku objevil 3. února 2006 kolem 05:11 světového času (UTC) na Mt. Lemon Observing Facility na vrcholu stejnojmenné hory v pohoří Catalina severovýchodně od Tucsonu v Arizoně 1,5metrovým dalekohledem s CCD kamerou v rámci programu Mt. Lemon Survey astronom R. Hill. V době objevu se nacházela ve vzdálenosti přibližně 33,1 mil. km a byla zpozorována jako objekt hvězdné velikosti 19,2m. 
Protože stanovení elementů dráhy tohoto tělesa z počátku bylo velice nejisté a nedala se vyloučit ani kolize se zemí a to zejména v letech 2007, 2063 a 2080, byla zprvu zařazena mezi potenciálně nebezpečné planetky (PHA). Další měření však ukázala, že v nejbližších sto letech se Zemi vyhne a proto byla 6. února 2006 ze seznamu PHA vyškrtnuta.

## Výhled do budoucnosti
Ze znalosti současných elementů dráhy planetky vyplývá, že minimální vypočítaná vzdálenost mezi její drahou a dráhou Země činí 782 tis. km. Nejbližší přiblížení k Zemi na vzdálenost 26,3 mil. km se očekává 15. srpna 2007. V tomto století dojde ještě k dalším přiblížením tohoto tělesa k Zemi, a to opakovaně v období od roku 2020 až do roku 2105. Nejvíce by se v tomto století měla k Zemi přiblížit 31. srpna 2050 a to na vzdálenost 2,2 mil. km.